# Berilo Neves
Berilo Neves ( Parnaíba, 1899 — Rio de Janeiro, 1974 ) foi um jornalista e escritor brasileiro.

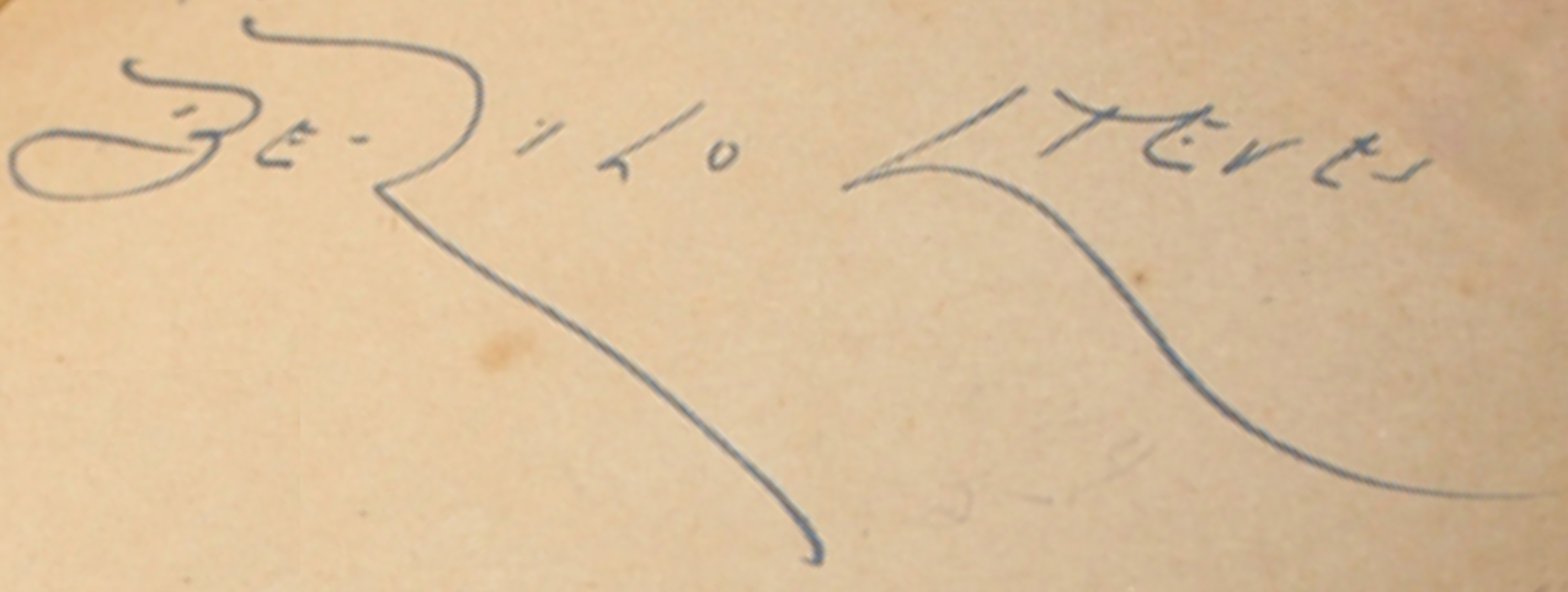
Assinatura

Chegou ao Rio de Janeiro no início dos anos 30, onde foi cronista e crítico literário do Jornal do Comércio. Na mesma época publicou três livros de contos de ficção científica que fizeram grande sucesso.
Sua visão pode ser vista como um tanto machista por conta de frases como: "o homem ri para mostrar o espírito, a mulher para mostrar os dentes.." e "As mulheres riem muito. Rir é um modo estranho de falar alto. As mulheres e as crianças riem muito porque não têm mais nada para fazer. " Mas não podemos deixar de ver que o contexto histórico em que ele vivia, era muito machista também, mesmo sendo um jornalista que na época eram as pessoas com mais conhecimento e amplitude intelectual.
Visitou o Rio Grande do Sul, do qual resultou o livro Pampas e coxilhas, impressões do Rio Grande do Sul.

## obras
- Pampas e coxilhas, impressões do Rio Grande do Sul
- Cimento armado - cronicas, 1936[2]